# 2017年世界跆拳道锦标赛
2017年世界跆拳道锦标赛是第23届世界跆拳道锦标赛，该届比赛于2017年6月24日至6月30日在韩国茂朱郡进行。茂朱郡于2015年5月获得该届世锦赛的主办权。

## 赛程
| W | 称重 | P | 淘汰赛 | F | 半决赛和决赛 |

| 6月          | 6月          | 23日 | 24日 | 25日 | 26日 | 27日 | 28日 | 29日 | 30日 | 30日 |
| ------------ | ------------ | ---- | ---- | ---- | ---- | ---- | ---- | ---- | ---- | ---- |
| 男子         |              |      |      |      |      |      |      |      |      |      |
| 54公斤级     | 54公斤级     | W    | P    | F    |      |      |      |      |      |      |
| 58公斤级     | 58公斤级     |      |      |      | W    | P    | F    |      |      |      |
| 63公斤级     | 63公斤级     |      |      |      |      |      | W    | P    |      | F    |
| 68公斤级     | 68公斤级     |      |      | W    | P    | F    |      |      |      |      |
| 74公斤级     | 74公斤级     |      | W    | P    | F    |      |      |      |      |      |
| 80公斤级     | 80公斤级     |      |      |      |      |      |      | W    | P    | F    |
| 87公斤级     | 87公斤级     |      |      |      |      | W    | P    | F    |      |      |
| 87公斤以上级 | 87公斤以上级 |      |      |      |      | W    | P    | F    |      |      |
| 女子         |              |      |      |      |      |      |      |      |      |      |
| 46公斤级     | 46公斤级     | W    | P    | F    |      |      |      |      |      |      |
| 49公斤级     | 49公斤级     |      | W    | P    | F    |      |      |      |      |      |
| 53公斤级     | 53公斤级     |      |      |      | W    | P    | F    |      |      |      |
| 57公斤级     | 57公斤级     |      |      |      |      |      | W    | P    |      | F    |
| 62公斤级     | 62公斤级     |      |      |      |      |      |      | W    | P    | F    |
| 67公斤级     | 67公斤级     |      |      | W    | P    | F    |      |      |      |      |
| 73公斤级     | 73公斤级     |      |      |      |      | W    | P    | F    |      |      |
| 73公斤以上级 | 73公斤以上级 |      |      |      | W    | P    | F    |      |      |      |
| 金牌数       | 金牌数       | 0    | 0    | 2    | 2    | 2    | 3    | 3    | 4    | 4    |

## 奖牌得主

### 男子
| 项目         | 金牌                                   | 银牌                                    | 铜牌                                  |
| 54公斤级     | 金泰勋 · 韩国（KOR）                   | 阿明·哈迪鮑爾 · 伊朗（IRI）             | 维托·德拉奎拉 · 義大利（ITA）         |
| 54公斤级     | 金泰勋 · 韩国（KOR）                   | 阿明·哈迪鮑爾 · 伊朗（IRI）             | 兰那龙·萨韦克威哈里 · 泰国（THA）     |
| 58公斤级     | Jeong Yun-jo · 韩国（KOR）             | 米哈伊爾·阿爾塔莫諾夫 · 俄罗斯（RUS）   | 卡洛斯·纳瓦罗 · 墨西哥（MEX）         |
| 58公斤级     | Jeong Yun-jo · 韩国（KOR）             | 米哈伊爾·阿爾塔莫諾夫 · 俄罗斯（RUS）   | 赫蘇斯·托爾托薩 · 西班牙（ESP）       |
| 63公斤级     | 赵帅 · 中国（CHN）                     | 米爾哈什姆·何塞尼 · 伊朗（IRI）         | 布拉德利·辛登 · 英国（GBR）           |
| 63公斤级     | 赵帅 · 中国（CHN）                     | 米爾哈什姆·何塞尼 · 伊朗（IRI）         | Mahammad Mammadov · 阿塞拜疆（AZE）   |
| 68公斤级     | 李大勋 · 韩国（KOR）                   | 黃鈺仁 · 中華臺北（TPE）                | Vladimir Dalakliev · 保加利亚（BUL）  |
| 68公斤级     | 李大勋 · 韩国（KOR）                   | 黃鈺仁 · 中華臺北（TPE）                | 艾哈邁德·阿布賈努殊 · 约旦（JOR）     |
| 74公斤级     | 馬克西姆·赫拉姆佐夫 · 俄罗斯（RUS）    | 尼基塔·拉夫洛維奇 · 乌兹别克斯坦（UZB） | Masoud Hajji-Zavareh · 伊朗（IRI）    |
| 74公斤级     | 馬克西姆·赫拉姆佐夫 · 俄罗斯（RUS）    | 尼基塔·拉夫洛維奇 · 乌兹别克斯坦（UZB） | Kairat Sarymsakov · 哈萨克斯坦（KAZ） |
| 80公斤级     | 米拉德·贝吉 · 阿塞拜疆（AZE）          | Anton Kotkov · 俄罗斯（RUS）            | Damon Sansum · 英国（GBR）            |
| 80公斤级     | 米拉德·贝吉 · 阿塞拜疆（AZE）          | Anton Kotkov · 俄罗斯（RUS）            | 亚伦·库克 · 摩尔多瓦（MDA）           |
| 87公斤级     | 亞歷山大·巴赫曼 · 德国（GER）          | 弗拉迪斯拉夫·拉林 · 俄罗斯（RUS）       | 印教敦 · 韩国（KOR）                  |
| 87公斤级     | 亞歷山大·巴赫曼 · 德国（GER）          | 弗拉迪斯拉夫·拉林 · 俄罗斯（RUS）       | 伊万·特拉伊科维奇 · 斯洛文尼亚（SLO） |
| 87公斤以上级 | 阿卜杜勒·拉扎克·优素福 · 尼日尔（NIG） | 马哈马·裘 · 英国（GBR）                 | 安東尼·奧巴梅 · 加蓬（GAB）           |
| 87公斤以上级 | 阿卜杜勒·拉扎克·优素福 · 尼日尔（NIG） | 马哈马·裘 · 英国（GBR）                 | Roman Kuznetsov · 俄罗斯（RUS）       |

### 女子
| 项目         | 金牌                              | 银牌                                 | 铜牌                                            |
| 46公斤级     | 沈在英 · 韩国（KOR）              | 张氏金泉 · 越南（VIE）               | 安德莉亞·拉米雷斯 · 哥伦比亚（COL）             |
| 46公斤级     | 沈在英 · 韩国（KOR）              | 张氏金泉 · 越南（VIE）               | Napaporn Charanawat · 泰国（THA）               |
| 49公斤级     | Vanja Stanković · 塞尔维亚（SRB） | 帕妮帕·翁帕他那吉 · 泰国（THA）      | 闻人云涛 · 中国（CHN）                          |
| 49公斤级     | Vanja Stanković · 塞尔维亚（SRB） | 帕妮帕·翁帕他那吉 · 泰国（THA）      | 克里斯蒂娜·托米奇 · 克罗地亚（CRO）             |
| 53公斤级     | Zeliha Ağrıs · 土耳其（TUR）      | 塔蒂亞娜·庫戴佐娃 · 俄罗斯（RUS）    | Dinorahon Mamadibragimova · 乌兹别克斯坦（UZB） |
| 53公斤级     | Zeliha Ağrıs · 土耳其（TUR）      | 塔蒂亞娜·庫戴佐娃 · 俄罗斯（RUS）    | Inese Tarvida · 拉脫維亞（LAT）                 |
| 57公斤级     | 李雅凛 · 韩国（KOR）              | 哈蒂杰·屈布拉·伊尔金 · 土耳其（TUR） | 潔蒂·瓊斯 · 英国（GBR）                         |
| 57公斤级     | 李雅凛 · 韩国（KOR）              | 哈蒂杰·屈布拉·伊尔金 · 土耳其（TUR） | 妮基塔·格拉斯诺维奇 · 瑞典（SWE）               |
| 62公斤级     | 露絲·巴比 · 科特迪瓦（CIV）       | 基米雅·阿里薩德 · 伊朗（IRI）        | Kim So-hee · 韩国（KOR）                        |
| 62公斤级     | 露絲·巴比 · 科特迪瓦（CIV）       | 基米雅·阿里薩德 · 伊朗（IRI）        | Tatiana Kuzmina · 俄罗斯（RUS）                 |
| 67公斤级     | 努尔·塔塔尔 · 土耳其（TUR）       | 佩奇·麦克弗森 · 美国（USA）          | 金珍迪 · 韩国（KOR）                            |
| 67公斤级     | 努尔·塔塔尔 · 土耳其（TUR）       | 佩奇·麦克弗森 · 美国（USA）          | 张梦宇 · 中国（CHN）                            |
| 73公斤级     | 米莉察·曼迪奇 · 塞尔维亚（SRB）   | 吴慧丽 · 韩国（KOR）                 | 玛丽亚·埃斯皮诺萨 · 墨西哥（MEX）               |
| 73公斤级     | 米莉察·曼迪奇 · 塞尔维亚（SRB）   | 吴慧丽 · 韩国（KOR）                 | 雷斯米·奥欣克 · 荷兰（NED）                     |
| 73公斤以上级 | 比安卡·沃克登 · 英国（GBR）       | 杰姬·加洛韦 · 美国（USA）            | An Sae-bom · 韩国（KOR）                        |
| 73公斤以上级 | 比安卡·沃克登 · 英国（GBR）       | 杰姬·加洛韦 · 美国（USA）            | 郑姝音 · 中国（CHN）                            |

## 奖牌榜
*   主办国家/地区
| 排名                      | 国家 / 地区               | 金牌 | 銀牌 | 銅牌 | 总计 |
| ------------------------- | ------------------------- | ---- | ---- | ---- | ---- |
| 1                         | *                         | 5    | 1    | 4    | 10   |
| 2                         | 土耳其                    | 2    | 1    | 0    | 3    |
| 3                         | 塞爾維亞                  | 2    | 0    | 0    | 2    |
| 4                         | 俄羅斯                    | 1    | 4    | 2    | 7    |
| 5                         | 英國                      | 1    | 1    | 3    | 5    |
| 6                         | 中國                      | 1    | 0    | 3    | 4    |
| 7                         |                           | 1    | 0    | 1    | 2    |
| 8                         |                           | 1    | 0    | 0    | 1    |
| 8                         | 德国                      | 1    | 0    | 0    | 1    |
| 8                         | 尼日尔                    | 1    | 0    | 0    | 1    |
| 11                        | 伊朗                      | 0    | 3    | 1    | 4    |
| 12                        | 美国                      | 0    | 2    | 0    | 2    |
| 13                        | 泰國                      | 0    | 1    | 2    | 3    |
| 14                        |                           | 0    | 1    | 1    | 2    |
| 15                        | 中華臺北                  | 0    | 1    | 0    | 1    |
| 15                        | 越南                      | 0    | 1    | 0    | 1    |
| 17                        | 墨西哥                    | 0    | 0    | 2    | 2    |
| 18                        | 保加利亚                  | 0    | 0    | 1    | 1    |
| 18                        | 哥伦比亚                  | 0    | 0    | 1    | 1    |
| 18                        |                           | 0    | 0    | 1    | 1    |
| 18                        | 西班牙                    | 0    | 0    | 1    | 1    |
| 18                        | 加彭                      | 0    | 0    | 1    | 1    |
| 18                        | 義大利                    | 0    | 0    | 1    | 1    |
| 18                        | 约旦                      | 0    | 0    | 1    | 1    |
| 18                        |                           | 0    | 0    | 1    | 1    |
| 18                        | 拉脫維亞                  | 0    | 0    | 1    | 1    |
| 18                        | 摩尔多瓦                  | 0    | 0    | 1    | 1    |
| 18                        | 荷蘭                      | 0    | 0    | 1    | 1    |
| 18                        | 斯洛維尼亞                | 0    | 0    | 1    | 1    |
| 18                        | 瑞典                      | 0    | 0    | 1    | 1    |
| 总计（共30个国家 / 地区） | 总计（共30个国家 / 地区） | 16   | 16   | 32   | 64   |

## 团体排名
| 排名 | 国家和地区 | 积分 |
| ---- | ---------- | ---- |
| 1    |            | 67   |
| 2    | 俄羅斯     | 62   |
| 3    | 伊朗       | 46   |
| 4    |            | 40   |
| 5    | 英国       | 40   |
| 6    | 中国       | 35   |
| 7    | 中華臺北   | 32   |
| 8    | 墨西哥     | 31   |
| 9    |            | 29   |
| 10   |            | 29   |

| 排名 | 国家和地区 | 积分 |
| ---- | ---------- | ---- |
| 1    |            | 63   |
| 2    | 土耳其     | 53   |
| 3    | 塞爾維亞   | 38   |
| 4    | 美国       | 33   |
| 5    | 英国       | 32   |
| 6    | 俄羅斯     | 32   |
| 7    | 中国       | 31   |
| 8    |            | 26   |
| 9    | 墨西哥     | 26   |
| 10   |            | 26   |

## 参赛国家和地区
共有来自177个国家和地区的945名运动员参加本届比赛。

| - 阿富汗（4） - 阿尔巴尼亚（5） - 阿尔及利亚（6） - 安道尔（2） - 阿根廷（3） - 亞美尼亞（3） - 阿鲁巴（1） - （16） - 奥地利（6） - （12） - （4） - （1） - 白俄羅斯（6） - 比利时（9） - 不丹（3） - 玻利维亚（3） - （1） - （5） - 巴西（16） - （1） - 保加利亚（6） - 布吉納法索（1） - （1） - 柬埔寨（5） - 喀麦隆（2） - 加拿大（16） - （1） - 智利（6） - 中国（16） - 中華臺北（16） - 哥伦比亚（13） - （1） - 刚果共和国（1） - 刚果共和国（6） - （2） - （12） - 古巴（8） - （1） - 賽普勒斯（10） - 捷克（3） - 丹麦（2） - （2） - （10） - 东帝汶（2） - （6） - 埃及（13） - 爱沙尼亚（1） - 衣索比亞（3） - 斐济（1） - 芬兰（2） - 法國（9） - （4） - 法屬玻里尼西亞（4） - 加彭（2） - （2） - 德国（14） - （2） - 英国（14） - 希腊（16） | - 格瑞那達（2） - （2） - （3） - （2） - 海地（5） - （2） - 香港（7） - 匈牙利（2） - 冰島（3） - 印度（16） - 印度尼西亞（4） - 伊朗（14） - 伊拉克（1） - 爱尔兰（3） - 以色列（7） - 義大利（11） - （16） - 牙买加（2） - 日本（11） - 约旦（8） - （16） - （4） - 基里巴斯（1） - 科索沃（3） - （2） - （2） - 拉脫維亞（3） - 黎巴嫩（9） - 賴索托（2） - 利比里亚（1） - 利比亞（3） - 立陶宛（4） - 盧森堡（3） - 澳門（5） - 北馬其頓（4） - 马拉维（1） - 马来西亚（4） - （8） - 馬爾他（1） - 马绍尔群岛（1） - 毛里塔尼亚（1） - 模里西斯（1） - 墨西哥（16） - 摩尔多瓦（5） - 蒙古国（5） - 摩洛哥（11） - 莫桑比克（2） - 緬甸（2） - 尼泊尔（10） - 荷蘭（4） - 新喀里多尼亞（1） - 新西兰（7） - 尼加拉瓜（2） - 尼日尔（6） - 奈及利亞（8） - 挪威（5） - 阿曼（1） - 巴基斯坦（4） - 巴勒斯坦（1） | - 巴拿马（3） - （1） - 巴拉圭（4） - 秘魯（7） - 菲律賓（13） - 波蘭（11） - 葡萄牙（5） - 波多黎各（6） - （4） - 羅馬尼亞（3） - 俄羅斯（16） - 卢旺达（4） - 圣基茨和尼维斯（1） - 圣卢西亚（1） - （1） - 萨摩亚（1） - 圣马力诺（3） - 聖多美和普林西比（2） - 沙烏地阿拉伯（5） - 塞内加尔（9） - 塞爾維亞（13） - 塞舌尔（1） - （1） - 新加坡（2） - 斯洛伐克（2） - 斯洛維尼亞（6） - 所罗门群岛（2） - （16） - 南蘇丹（2） - 西班牙（16） - 斯里蘭卡（2） - 苏丹（7） - 苏里南（2） - （3） - 瑞典（5） - 瑞士（1） - 叙利亚（7） - （1） - 坦桑尼亚（1） - 泰國（8） - 多哥（1） - （5） - 千里達及托巴哥（5） - 突尼西亞（8） - 土耳其（16） - （6） - （1） - 乌干达（7） - 乌克兰（13） - 阿联酋（1） - 美国（16） - 乌拉圭（2） - （11） - （1） - 委內瑞拉（8） - 越南（7） - 葉門（2） - 尚比亞（1） - 辛巴威（3） |